# Edvinas Ramanauskas
Edvinas Ramanauskas (Šiauliai, 18 agosto 1985) è un canoista lituano, vincitore della medaglia di bronzo nel K2 200m ai Giochi olimpici di Rio de Janeiro 2016, in coppia con Aurimas Lankas.

## Palmarès
- Olimpiadi

Rio de Janeiro 2016: bronzo nel K2 200m.
- Europei

Brandeburgo 2014: bronzo nel K2 200m.
Račice 2015: bronzo nel K2 200m..